# Jodie Esquibel
Pour les articles homonymes, voir Esquibel.
Jodie Esquibel, née le 7 mai 1986, est une pratiquante de MMA américaine évoluant au sein de l'organisation UFC dans la catégorie des poids pailles.

## Biographie
Jodie Esquibel a débuté la boxe à l'âge de 14 ans puis est entrée au club de Jackson-Wink MMA pour pratiquer le Jiu-Jitsu brésilien.

## Carrière en MMA

### Début de carrière
Jodie Esquibel a participé à quelques combats amateurs et professionnels en kickboxing puis a disputé son premier combat MMA le 3 septembre 2004 face à Jessica Thompson lors du Desert Extreme. Elle a remporté la victoire par décision unanime.

### Invicta Fighting Championships
Le 9 novembre 2012 une rencontre est annoncée entre l'américaine Liz McCarthy et Jodie Esquibel qui fera ses débuts à l'Invicta FC. Le 5 janvier 2013. Dans l'aire de combat installée au Mémorial Hall de Kansas City dans le Kansas (États-Unis) Jodie Esquibel l'emporte par décision partagée.
Jodie Esquibel participe à nouveau ensuite à l'Invicta FC 5 le 5 avril 2013 à Kansas City dans le Missouri. Elle connait sa première défaite contre l'australienne Alex Chambers dès le premier round. Prise dans un étranglement arrière elle laisse la victoire lui échapper.
Le 1er novembre 2014 Jodie Esquibel se rend à l'Invicta FC 9. Elle affronte l'américaine Nicdali Rivera-Calanoc. Lors du premier round Esquibel se montre plus précise et plus patiente que son adversaire. Nicdali Rivera-Calanoc se montre plus méfiante dans la seconde reprise et réussit quelques bonnes combinaisons mais Jodie Esquibel garde le contrôle du combat. Lors de la dernière reprise Nicdali Rivera-Calanoc est toujours maintenue à distance et prend des coups. Elle tente un étranglement arrière qui ne réussit pas et le combat est terminé. Jodie Esquibel l'emporte par décision unanime (30-27, 20-27, 30-27).

### Palmarès en MMA
| 7 combats      | 5 victoires | 2 défaites |
| Par KO         | 1           | 0          |
| Par soumission | 0           | 1          |
| Sur décision   | 4           | 1          |

| Résultat | Record | Adversaire             | Méthode                                        | Événement                          | Date              | Round | Temps | Lieu                                     | Notes |
| -------- | ------ | ---------------------- | ---------------------------------------------- | ---------------------------------- | ----------------- | ----- | ----- | ---------------------------------------- | ----- |
| Défaite  | 5-2    | Alexa Grasso           | Décision unanime                               | Invicta FC 18: Grasso vs. Esquibel | 29 juillet 2016   | 3     | 5:00  | Kansas City, Missouri, États-Unis        |       |
| Victoire | 5-1    | Nicdali Rivera-Calanoc | Décision unanime                               | Invicta FC 9: Honchak vs. Hashi    | 1er novembre 2014 | 3     | 5:00  | Davenport, Iowa, États-Unis              |       |
| Victoire | 4-1    | Jinh Yu Frey           | Décision partagée                              | Invicta FC 8: Waterson vs. Tamada  | 6 septembre 2014  | 3     | 5:00  | Kansas City, Missouri, États-Unis        |       |
| Défaite  | 3-1    | Alex Chambers          | Soumission (étranglement arrière)              | Invicta FC 5: Penne vs. Waterson   | 5 avril 2013      | 1     | 1:35  | Kansas City, Missouri, États-Unis        |       |
| Victoire | 3-0    | Liz McCarthy           | Décision partagée                              | Invicta FC 4: Esparza vs. Hyatt    | 5 janvier 2013    | 3     | 5:00  | Kansas City, Kansas, États-Unis          |       |
| Victoire | 2-0    | Amy Riehle             | Décision unanime                               | JMMAS: Jackson's MMA Series 7      | 21 janvier 2012   | 3     | 5:00  | Albuquerque, Nouveau-Mexique, États-Unis |       |
| Victoire | 1-0    | Brittany Horton        | TKO (coup de pied à la tête et coups de poing) | JMMAS: Jackson's MMA Series 4      | 9 avril 2011      | 1     | 3:59  | Albuquerque, Nouveau-Mexique, États-Unis |       |